# Haraldssund
Haraldssund este o localitate în Insulele Faroe, situată pe insula Kunoy.